# カイロ・ケープタウン・ハイウェイ
カイロ・ケープタウン・ハイウェイ（英: Cairo–Cape Town Highway、アラビア語: طريق القاهرة كيب تاون）はアフリカ東側を南北に結ぶ道路である。トランス・アフリカ・ハイウェイの4号線にあたる。
- ドイツ語：Kairo-Gaborone-Kapstadt-Highway （カイロ・ハボローネ・ケープタウン・ハイウェイ）
- スペイン語：Carretera Panafricana （パン・アフリカ・ハイウェイ）
- ポルトガル語：Estrada Pan-Africana （パン・アフリカ・ハイウェイ）

## 経路

### 長さなど
カイロ・ケープタウン・ハイウェイは全長10,228kmである。

### エジプト
- カイロ ～ アシュート ～ アスワン ～ New Toshka City（トシュカ・プロジェクト） ～ Arqeen International Port（アルキン陸上港） ～ スーダン国境

ナイル川の西側にアルキン陸上港があり、東側にクストゥル陸上港（Qustal port）がある。アスワンやアブ・シンベルからナイル川の東側へ向かうにはフェリーを利用する。
アルキン陸上港でエジプト・スーダン国境を越え、ナイル川西側を進みドンゴラに至る道路はフェリーによるナイル川渡河が不要となる。

### スーダン
- エジプト国境 ～ ワジハルファ ～ ドンゴラ ～ オムドゥルマン ～ ハルツーム
- ハルツーム ～ ワドメダニ ～ ガダーレフ ～ ガラバト（英語版） ～ エチオピア国境

### エチオピア
- スーダン国境 ～ メテマ（英語版） ～ Azezo（ゴンダールの南にある町） ～ ウォレタ（英語版）
- ウォレタ ～ バハルダール ～ Merawi ～ デブレ・マルコス（英語版） ～ Dejen ～ アディスアベバ
- アディスアベバ ～ モジョ（英語版）
- モジョ ～ アワッサ ～ ディラ（英語版）（Dila） ～ Bule Hora（Agere Mariyam） ～ モヤレ ～ ケニア国境

### ケニア
- エチオピア国境 ～ モヤレ ～ マルサビット（英語版） ～ イシオロ（英語版） ～ ナニュキ（英語版） ～ Marua ～ Makutano ～ Thika ～ ナイロビ
- ナイロビ ～ マヴォコ（別名はアシリバー（Athi River）） ～ ナマンガ（英語版） ～ タンザニア国境

### タンザニア
- ケニア国境 ～ アルーシャ
- アルーシャ ～ ババティ ～ ドドマ ～ イリンガ
- イリンガ ～ ムベヤ ～ トゥンドゥマ（英語版） ～ ザンビア国境

### ザンビア
- タンザニア国境 ～ イソカ（英語版） ～ ムピカ ～ セレンジェ（英語版） ～ カピリ・ムポシ ～ カブウェ ～ ルサカ ～ カフエ（英語版） ～ Chikwele（チカンカタ地区（英語版））
- Chikwele ～ マザブカ（英語版） ～ モンゼ（英語版） ～ チョマ ～ カロモ（英語版） ～ ジンバ（英語版） ～リヴィングストン ～ ジンバブエ国境（ザンベジ川をヴィクトリアフォールズ橋で渡る）

### ジンバブエ
- ザンビア国境 ～ ヴィクトリアフォールズ ～ ブラワヨ
- ブラワヨ ～ プラムツリー（英語版） ～ ボツワナ国境

### ボツワナ
- ジンバブエ国境 ～ フランシスタウン ～ パラピエ ～ ハボローネ
- ハボローネ ～ ロバツェ ～ 南アフリカ共和国国境

### 南アフリカ共和国
- ボツワナ国境 ～ マフィケング ～ ウォレントン（英語版）
- ウォレントン ～ キンバリー ～ ビューフォートウエスト（英語版）
- ビューフォートウエスト ～ ケープタウン

## 代替経路

### ザンビア
- ルサカ ～ カフエ（英語版） ～ Chikwele ～ チルンド（英語版） ～ ジンバブエ国境（ザンベジ川をチルンド橋で渡る）

### ジンバブエ
- ザンビア国境 ～ ハラレ ～ バイトブリッジ（英語版） ～ 南アフリカ共和国国境（リンポポ川をアルフレッド・ベイト・ロード橋（英語版）で渡る）

### 南アフリカ共和国
- ジンバブエ国境 ～ ムシナ ～ ポロクワネ ～ プレトリア ～ ヨハネスブルグ ～ ブルームフォンテーン ～ ケープタウン

## 代替経路2
ザンベジ川をモザンビークのテテ付近で渡るルート。
- テテ吊橋（Samora Machel Bridge）
- カスエンデ橋（英語版）

## 代替経路3
ザンベジ川をモザンビークのカイア付近で渡るルート。
- アルマンド・エミリオ・ゲブーザ橋（英語版）

## 他の道路との接続
- エジプトのカイロでカイロ・ダカール・ハイウェイ（TAH 1）
- スーダンのワドメダニからエチオピアのウォレタまでンジャメナ・ジブチ・ハイウェイ（TAH 6）と重複区間
- ケニアのナイロビでラゴス・モンバサ・ハイウェイ（TAH 8）
- ザンビアのカピリ・ムポシから Chikwele までベイラ・ロビト・ハイウェイ（TAH 9）と重複区間
- 南アフリカ共和国のケープタウンでトリポリ・ケープタウン・ハイウェイ（TAH 3）